# Brutyó Mária
Brutyó Mária (Makó, 1955. június 6. – ) magyar festő-restaurátor.

## Életpályája
A Szent István téri általános iskolában Jámborné Balog Tünde ismerte fel tehetségét. 1969–1973 között a szegedi Tömörkény István művészeti szakközépiskolában nyomdai grafikai szakon tanult. 1973–1978 között a Magyar Képzőművészeti Főiskola festőrestaurátor szakán tanult tovább. Itt Varga Dezső és Dénes Dezső oktatták. Nagy hatást gyakorolt rá Entz Géza művészettörténész. Nyaranta Zebegényben faliképeket szőtt. Tagja lett a Fiatal Képzőművészek Stúdiójának. 1978 óta dolgozik a szakmájában. Szakterülete lett a vászonkép, a fatábla, a falkép és a mozaik.

## Munkássága
1980–1982 között Karátsonyi László főispán portréját restaurálta. 1988–1989 között a tarnamérai Almásy-kastélyban restaurált falképeket. 1990–1992 között Andróczi Alajos, Bujdosó Anna, Forrai Kornélia mellett helyreállították Budapesten a vártámlafalon lévő országcímer mozaikot. 1995–1996 között egy Hertelendy József képet restaurált. 1997–2000 között Balogh Péter címerét restaurálta. 1999–2000 között a Nemzeti Kulturális Alap támogatásával egy Forray András képet restaurált. 2000-ben a Fiumei úti sírkertben Andróczi Alajossal a Deák-mauzóleumon dolgoztak.

## Díjai
- Forster Gyula-díj (2011)